# Estampilla espécimen

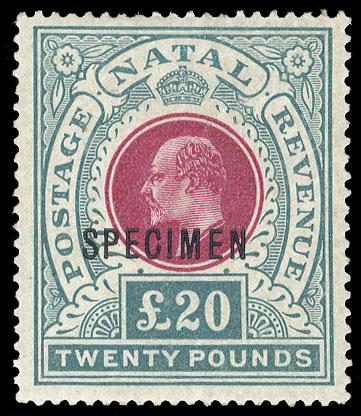
Sello británico de 20 libras, de la Colonia de Natal, con el sello SPECIMEN

Una estampilla espécimen o sello postal espécimen es un sello de correos de muestra, enviado a los administradores de correos y las oficinas  postales para que puedan identificar los sellos válidos y evitar las falsificaciones. El método usual de invalidar una estampilla es la sobreimpresión con tinta o mediante perforaciones con la palabra «Muestra» (en español), «Specimen» (en inglés), «Monster» (en holandés), «Muster» (en alemán) u «Образец» (en ruso, 'Obrazets').

## Historia
Las estampillas espécimen se han utilizado desde las primeras emisiones, y en 1840 se enviaron muestras del Penny Black y el Two pence blue a todos los administradores de correos británicos. Estos sellos no se marcaron de ninguna manera, pero cuando la primera estampilla británica de un chelín fue producida en 1847, las muestras enviadas a los administradores de correos fueron marcadas con la palabra Specimen con el fin de impedir su uso postal.
Desde 1879, los miembros de la Unión Postal Universal (UPU) se han suministrado estampillas entre sí a través de la Oficina Internacional de la organización, y estos sellos con frecuencia han terminado en el mercado filatélico. Las estampillas espécimen no tienen validez postal, por lo que las administraciones postales tienen la libertad de distribuirlas tan ampliamente como lo deseen y esto puede incluir distribuidores de sellos, revistas filatélicas, organismos gubernamentales, embajadas y coleccionistas.
El uso de sobreimpresiones «espécimen» no se limitó a los sellos. También se ha utilizado en timbres fiscales y enteros postales, incluyendo los sellos de respuesta internacional. Los funcionarios portugueses de la UPU hicieron un uso único a fines del siglo XIX y principios del XX cuando estamparon a mano papelería postal de Cuba con el término "ULTRAMAR" (en el extranjero) para evitar el uso postal.

## Galería

Costa Rica: 1 Centavo (1889)
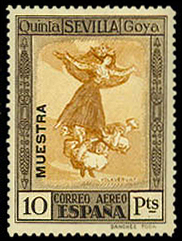
España: 10 Pesetas (1930)
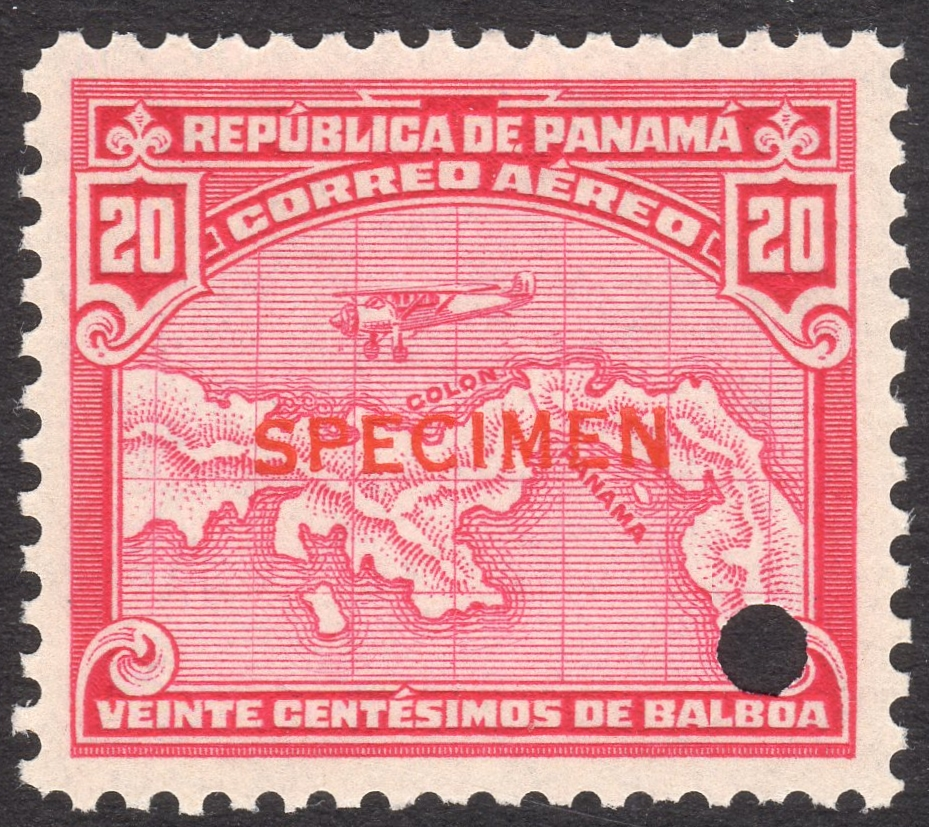
Panamá: 20 centésimos (1930)
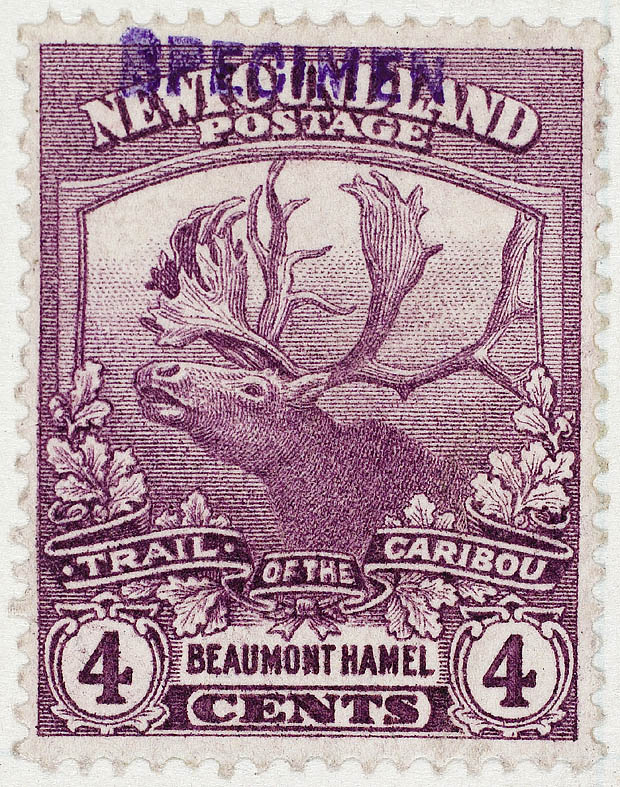
Canadá: 4 centavos (1919)
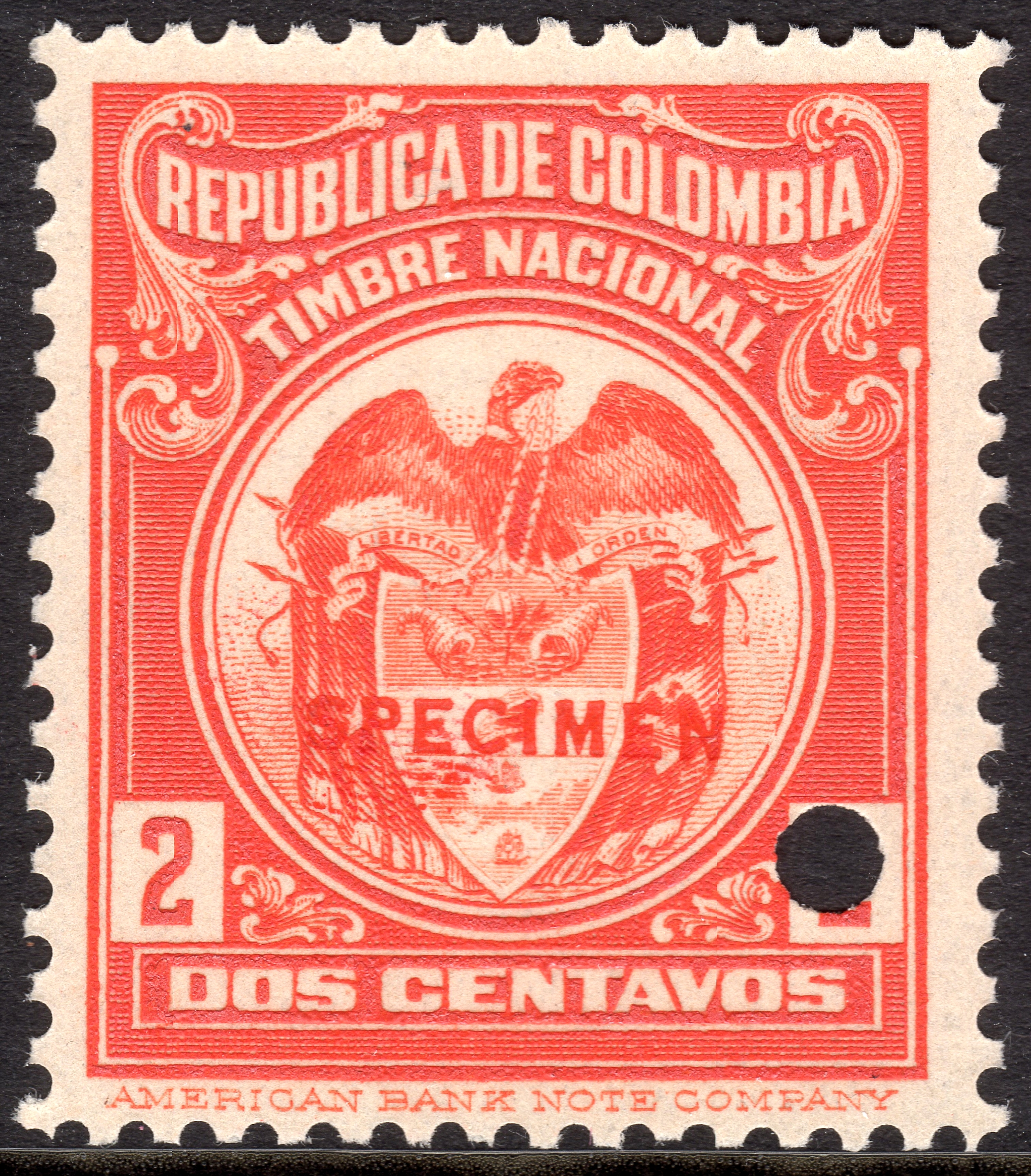
Colombia: 2 centavos (1916)